# Bjarnar saga Hítdœlakappa
Die Bjarnar saga Hítdælakappa (Saga von Björn dem Hitdæla-Kämpfer) ist eine Isländersaga, die um 1220 verfasst wurde.
Das Textkorpus ist nur unvollständig erhalten und findet sich in zwei Pergamenthandschriften aus dem 14. Jahrhundert (AM 162, fol.) und zwei Papierhandschriften des 17. Jahrhunderts (AM 551 d α, 4to ; AM 157 b, fol.) wieder. Der Anfang sowie das 14. Kapitel fehlen, beziehungsweise endet dieses in einer Lacuna. In Kapitel 58 der circa 100 Jahre jüngeren, um 1320/30 verfassten Grettis saga wird die Bjarnar saga zitiert, wodurch unter anderem die zeitliche Taxierung der Abfassung der Bjarnar saga angenommen wird.
Bei der Bjarnar saga wird im Sujet und in der Motivik bei anderen Isländersagas Anlehnung genommen, wie der Gunnlaugs saga ormstungu. Die unglückliche Liebe eines jungen Skalden.
Die Namengebende Figur und Mittelpunkt der Saga ist die des Skalden Björn. Dieser verlässt seine Braut, welche auf ihn drei Jahre warten soll, und fährt nach Norwegen. Dort begegnet er einem anderen Skalden, Þórðr. Dieser nutzt die Gelegenheit und hintergeht Björn, indem er vor ihm nach Island segelt und der wartenden Braut die Nachricht des angeblichen Tod Björns überbringt – und diese selbst ehelicht. Björn, nichts ahnend, ist derweil auf Wikingerfahrt und erwirbt bei Kämpfen in Russland und in Frankreich einen Ruf als Kämpfer, insbesondere als Zweikämpfers (Hítdælakappi). Nach der Rückkehr Björns nach Island und des nunmehrigen Erkennens was ihm Þórðr angetan hat, versucht dieser sogar bei Þórðr und seiner durch die Verheiratung mit Þórðr nun entlobten ehemaligen Braut zu leben. Das führt zu Spannungen, Streit und offener Feindschaft in deren Folge Björn von Þórðr erschlagen wird.